# Lipofilling
L'intervento di lipofilling (composto del greco λίπος, lìpos, «grasso» e dell'inglese to fill, «riempire») è un intervento che, mediante l'utilizzo del proprio tessuto adiposo, può modificare i contorni e le forme corporee anche in maniera permanente senza infiltrazione di sostanze estranee all'organismo, ma con tessuto autologo.
Come per la liposcultura viene aspirato il grasso da zone in cui esso è particolarmente abbondante tramite cannule di 3-5 mm di diametro e successivamente, con un meccanismo di lavaggio, decantaazione o centrifugazione, viene isolato dal resto dell'aspirato (sangue, plasma, tessuto connettivo, etc.).
Una volta preparato, il grasso viene inoculato come altri filler (acido ialuronico, collagene, etc.) nei tessuti molli quali derma, tessuto adiposo o muscoli delle zone corporee da modificare con aumento volumetrico. Una parte variabile tra il 30 ed il 70% del grasso potrebbe essere riassorbito; il rimanente, una volta attecchito, rimane nella sede di impianto permanentemente. L'intervento può essere eseguito in anestesia locale con sedazione in regime di day-surgery.
Il postoperatorio è caratterizzato da ecchimosi, ematomi, edema; i punti vengono rimossi in 7ª-8ª giornata.
Grazie al lipofilling si possono aumentare anche i volumi del volto e posticipare l'intervento di lifting facciale, riempiendo le rughe e distendendo la cute ormai con ipotono e ipotrofia.
Il grasso grazie alle cellule staminali in esso contenute  ha un effetto rigenerativo sui tessuti oltre che di mero aumento di volume.